# Chelonus cylindrus
Chelonus cylindrus är en stekelart som först beskrevs av Johann Christoph Friedrich Klug 1816.  Chelonus cylindrus ingår i släktet Chelonus och familjen bracksteklar. Arten är reproducerande i Sverige. Inga underarter finns listade i Catalogue of Life.